# Жанна (селище)
Жа́нна (рос. Жанна) — селище у складі Могочинського району Забайкальського краю, Росія. Входить до складу Амазарського міського поселення.

## Населення
Населення — 93 особи (2010; 95 у 2002).
Національний склад (станом на 2002 рік):
- росіяни — 100 %